# Базаров, Алексей Фёдорович
Алексей Фёдорович Базаров (12 октября 1945, Новгородская область, РСФСР, СССР — 25 февраля 2012, Москва, Российская Федерация) — советский и российский военачальник, начальник авиации СКВО (1998—2001), генерал-майор авиации, депутат Верховного Совета РСФСР.

## Биография
В 1966 г. окончил Сызранское высшее военное авиационное училище лётчиков, в 1980 г. — Военно-воздушную академию им. Ю. А. Гагарина с золотой медалью, в 1994 г. — академию народного хозяйства при Правительстве РФ, в 1996 г. — Самарский государственный университет.
- 1966—1977 гг. — летчик-инструктор, командир звена, командир учебной авиационной эскадрильи Сызранского ВВАУЛ,
- 1980—1985 гг. — заместитель командира, командир учебного авиационного полка,
- 1985—1986 гг. — заместитель начальника Саратовского ВВАУЛ по летной подготовке,
- 1986 г. — заместитель начальника Уфимского ВВАУЛ,
- 1986—1998 гг. — начальник Сызранского высшего военного авиационного института летчиков (военного авиационного института),
- 1998—2001 гг. — начальник авиации СКВО. Принимал активное участие в организации деятельности армейской авиации по уничтожению незаконных вооруженных формирований на территории Чеченской республики.
- с 2001 г. — директор авиационного учебного центра ОАО «Роствертол».

С 2002 года доцент кафедры авиастроения и начальник цикла авиационных дисциплин Донского государственного технического университета.
Народный депутат РСФСР, член Верховного Совета РСФСР (1990—1993). Супруга - Базарова Людмила Сергеевна, дочери - Ольга Алексеевна Крайнова, Татьяна Алексеевна Смирнова. Внучки - Ангелина, Людмила и Елизавета.

## Награды и звания
- Орден «За службу Родине в Вооружённых Силах СССР» II и III степени
- Орден «За военные заслуги»
- медали
- Заслуженный военный летчик Российской Федерации (26 декабря 1994) — за особые заслуги в освоении авиационной техники, высокие показатели в воспитании и обучении летных кадров и многолетнюю безаварийную летную работу в военной авиации[1]